# 루치아노 베리오

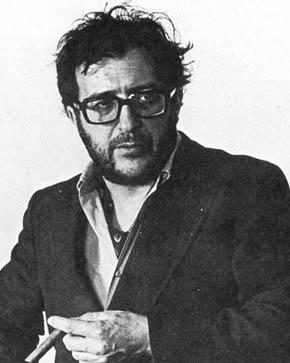
1970년대의 모습

루치아노 베리오(이탈리아어: Luciano Berio, 1925년 10월 24일 ~ 2003년 5월 27일)는 이탈리아인 작곡가이다. 《신포니아》와 《세퀜차Sequenza》 등의 실험음악과 전자음악을 주로 작곡했다. 초기 작품은 이고르 스트라빈스키와 전자음악, 음렬주의 등의 영향을 많이 받았으며, 후기에는 음절을 주 재료로 작품을 썼다.